# Rachmil Bryks
Rachmil Bryks, także Jerachmiel Bryks (hebr. ירחמיאל בריקס, ur. 12 kwietnia 1912 w Skarżysku-Kamiennej, zm. 2 października 1974 w Nowym Jorku) – żydowski poeta i nowelista tworzący w języku jidysz.

## Życiorys
Wychowywał się w chasydzkiej rodzinie w Skarżysku-Kamiennej. W młodości przeprowadził się do Łodzi, gdzie m.in. występował w teatrze jidysz i pracował jako kapelusznik i malarz pokojowy. Podczas II wojny światowej przebywał w łódzkim getcie (1940–1944). W sierpniu 1944 został wywieziony do KL Auschwitz, a później do obozów Salzgitter-Watenstedt, Ravensbruck i Wöbbelin. 2 maja 1945 Armia Amerykańska wyzwoliła go z obozu koncentracyjnego, następnie zaś, dzięki pomocy Czerwonego Krzyża, powracał do zdrowia w Sztokholmie. W Szwecji mieszkał do 1949, kiedy to przeprowadził się do Nowego Jorku.

### Życie prywatne
Od 1946 jego żoną była Hinde Irene z domu Wolf, z którą miał dwie córki: Myriam Serlę oraz działeczkę jidysz Bellę Bryks-Klein (1949–2024).

## Twórczość
Jako poeta zadebiutował wierszem łódzkim czasopiśmie jidysz Inzl. Po II wonie światowej publikował na łamach prasy światowej jidysz, m.in. w: Tog, Forverts, Zamlungen, Jidisze Kultur, Amerikaner i Unzer cajt w Nowym Jorku; Lebns-fragn, Nayvelt i Letste nayes w Tel Awiwie; Keneder odler i Idishe zhurnal w Kanadzie; Dorem-afrike i Afrikaner idishe tsaytung w Johannesburgu; Unzer weg i Naye prese w Paryżu; oraz Der weg w Meksyku. Jest autorem kilku książek, w tym poezji i wspomnień, które zostały przetłumaczone na angielski, hebrajski, niemiecki, włoski i szwedzki.

### Publikacje
- Jung grin maj (pol. Młody, zielony maj), poezja, Łódź, 1939.
- Af kidesh hashem un andere dertseylungen (pol. Dla uświęcenia imienia Bożego i inne historie), Nowy Jork: Bukh-komitet, 1952.
- Der „keyser” in geto (pol. „Cesarz” getta), powieść, Nowy Jork: Bukh-komitet, 1961
- Geto fabrik 76 (pol. Fabryka getta 76), wiersze, Nowy Jork: Blokh, 1967;
- Di papirene kroyn (pol. Papierowa korona), powieść. Nowy Jork: Blokh, 1969,
- Di vos zaynen nisht geblibn, dertseylungen (pol. Ci, którym się nie udało, historie), Nowy Jork-Tel Awiw: Bukh-komitet, 1972,
- Di antloyfers, fun gsise tsum lebn, memuarn fun getos un katsetn (pol. Ci, którzy uciekli, z agonii śmierci do życia, wspomnienia z gett i obozów koncentracyjnych), Nowy Jork, 1975[3].